# Apiconoma opposita
Apiconoma opposita là một loài bướm đêm thuộc phân họ Arctiinae, họ Erebidae.